# Disuguaglianza tra media aritmetica e media geometrica
In matematica, la disuguaglianza tra media aritmetica e media geometrica, o più brevemente la disuguaglianza MA-MG, afferma che la media aritmetica di una lista di numeri reali è maggiore della media geometrica della stessa lista; e inoltre, che le due medie sono uguali se e solo se ogni numero nella lista è lo stesso.
Il caso non banale più semplice, per due numeri reali non negativi {\displaystyle x} e {\displaystyle y}, è la disuguaglianza:
{\displaystyle {\frac {x+y}{2}}\geq {\sqrt {xy}}}
con l'uguaglianza se e solo se {\displaystyle x=y}. 
Questo caso può essere visto dal fatto che il quadrato di un numero reale è sempre non negativo (maggiore o uguale a zero) e dal caso elementare {\displaystyle (a\pm b)^{2}=a^{2}\pm 2ab+b^{2}} della formula binomiale:
{\displaystyle {\begin{aligned}0&\leq (x-y)^{2}=x^{2}-2xy+y^{2}\\&=x^{2}+2xy+y^{2}-4xy=(x+y)^{2}-4xy.\end{aligned}}}
Quindi {\displaystyle (x+y)^{2}\geq 4xy}, con l'uguaglianza precisamente quando {\displaystyle (x-y)^{2}=0}, cioè {\displaystyle x=y}. La disuguaglianza MA-MG segue poi applicando la radice quadrata ad ambo i membri.
Per un'interpretazione geometrica, si consideri un rettangolo con lati di lunghezza {\displaystyle x} e {\displaystyle y}, perciò ha perimetro {\displaystyle 2x+2y} e area {\displaystyle xy}. In modo simile, un quadrato con il lato di lunghezza {\displaystyle {\sqrt {xy}}} ha perimetro {\displaystyle 4{\sqrt {xy}}} e la stessa area del rettangolo. Questo caso della disuguaglianza MA-MG implica per i perimetri che {\displaystyle 2x+2y\geq 4{\sqrt {xy}}} e pertanto che il quadrato ha il minore perimetro tra tutti i rettangoli di uguale area.
Estensioni della disuguaglianza MA-MG sono disponibili per includere medie pesate o generalizzate.

## Media aritmetica e geometrica
La media aritmetica, o meno precisamente la media, di una lista di {\displaystyle n} numeri {\displaystyle x_{1},x_{2},...,x_{n}} è la somma dei numeri divisa per {\displaystyle n}:
{\displaystyle {\frac {x_{1}+x_{2}+\cdots +x_{n}}{n}}.}
La media geometrica è simile, eccetto che è definita solo per una lista di numeri non negativi, e usa la moltiplicazione e la radice n-esima invece della somma e divisione:
{\displaystyle {\sqrt[{n}]{x_{1}\cdot x_{2}\cdots x_{n}}}.}
Se {\displaystyle x_{1},x_{2},...,x_{n}>0}, questo è uguale all'esponenziale della media aritmetica dei logaritmi naturali dei numeri:
{\displaystyle \exp \left({\frac {\ln {x_{1}}+\ln {x_{2}}+\cdots +\ln {x_{n}}}{n}}\right).}

## La disuguaglianza
Riaffermando la disuguaglianza usando la notazione matematica, si ha che per ogni lista di {\displaystyle n} numeri non negativi {\displaystyle x_{1},x_{2},...,x_{n}},
{\displaystyle {\frac {x_{1}+x_{2}+\cdots +x_{n}}{n}}\geq {\sqrt[{n}]{x_{1}\cdot x_{2}\cdots x_{n}}}\,,}
e vale l'uguaglianza se e solo se
{\displaystyle x_{1}=x_{2}=\cdots =x_{n}}.

## Interpretazione geometrica
In due dimensioni, {\displaystyle 2x_{1}+2x_{2}} è il perimetro di un rettangolo con lati di lunghezza {\displaystyle x_{1}} e {\displaystyle x_{2}}. In modo simile, {\displaystyle 4{\sqrt {x_{1}x_{2}}}} è il perimetro di un quadrato della stessa area {\displaystyle x_{1}x_{2}} del rettangolo. Quindi per {\displaystyle n=2} la disuguaglianza afferma che solo il quadrato è fra i rettangoli aventi la stessa area quello che ha il perimetro minore.
La vera disuguaglianza è un'estensione di quest'idea a {\displaystyle n} dimensioni. Ogni vertice di una scatola {\displaystyle n}-dimensionale è connesso a {\displaystyle n} spigoli. Se le miure di questi spigoli sono {\displaystyle x_{1},x_{2},...,x_{n}}, allora {\displaystyle x_{1}+x_{2}+\cdots +x_{n}} è la lunghezza totale degli spigoli incidenti in quel vertice. Ci sono in totale {\displaystyle 2^{n}} vertici, quindi si moltiplica {\displaystyle n} per {\displaystyle 2^{n}}; poiché ogni spigolo, tuttavia, incontra sue vertici, ciascuno dei primi sono contati due volte. Pertanto, si divide il risultato per {\displaystyle 2} e si conclude che ci sono {\displaystyle n2^{n-1}} spigoli. Ci sono lo stesso numero di spigoli per ogni lunghezza, quindi ci sono {\displaystyle 2^{n-1}} spigoli per ogni {\displaystyle x_{1},...,x_{n}} e la loro lunghezza totale è perciò {\displaystyle 2^{n-1}(x_{1}+x_{2}+\cdots +x_{n})}. D'altra parte,
{\displaystyle 2^{n-1}nx_{1}=2^{n-1}n{\sqrt[{n}]{x_{1}x_{2}\cdots x_{n}}}}
è la lunghezza totale degli spigoli connessi a un vertice in un cubo {\displaystyle n}-dimensionale di uguale volume, poiché in questo caso {\displaystyle x_{1}=x_{2}=\cdots =x_{n}}. Siccome la disuguaglianza afferma che
{\displaystyle {x_{1}+x_{2}+\cdots +x_{n} \over n}\geq {\sqrt[{n}]{x_{1}x_{2}\cdots x_{n}}},}
moltiplicando entrambi i membri per {\displaystyle n2^{n-1}} si ottiene
{\displaystyle 2^{n-1}(x_{1}+x_{2}+\cdots +x_{n})\geq 2^{n-1}n{\sqrt[{n}]{x_{1}x_{2}\cdots x_{n}}}}
con l'uguaglianza se e solo se
{\displaystyle x_{1}=x_{2}=...=x_{n}}.
Così la disuguaglianza MA-MG afferma che fra le scatole {\displaystyle n}-dimensionali di uguale volume, l'n-cubo ha la minore somma delle lunghezze degli spigoli connessi a ciascun vertice.

## Esempio di applicazione
Si consideri la funzione
{\displaystyle f(x,y,z)={\frac {x}{y}}+{\sqrt {\frac {y}{z}}}+{\sqrt[{3}]{\frac {z}{x}}}}
per ogni numero reale positivo {\displaystyle x},{\displaystyle y} e {\displaystyle z}. Si supponga di trovare il minimo valore della funzione. Prima la riscriviamo come:
{\displaystyle {\begin{aligned}f(x,y,z)&=6\cdot {\frac {{\frac {x}{y}}+{\frac {1}{2}}{\sqrt {\frac {y}{z}}}+{\frac {1}{2}}{\sqrt {\frac {y}{z}}}+{\frac {1}{3}}{\sqrt[{3}]{\frac {z}{x}}}+{\frac {1}{3}}{\sqrt[{3}]{\frac {z}{x}}}+{\frac {1}{3}}{\sqrt[{3}]{\frac {z}{x}}}}{6}}\\&=6\cdot {\frac {x_{1}+x_{2}+x_{3}+x_{4}+x_{5}+x_{6}}{6}}\end{aligned}}}
con
{\displaystyle x_{1}={\frac {x}{y}},\qquad x_{2}=x_{3}={\frac {1}{2}}{\sqrt {\frac {y}{z}}},\qquad x_{4}=x_{5}=x_{6}={\frac {1}{3}}{\sqrt[{3}]{\frac {z}{x}}}.}
Applicando la disuguaglianza MA-MG per {\displaystyle n=6}, si ha
{\displaystyle {\begin{aligned}f(x,y,z)&\geq 6\cdot {\sqrt[{6}]{{\frac {x}{y}}\cdot {\frac {1}{2}}{\sqrt {\frac {y}{z}}}\cdot {\frac {1}{2}}{\sqrt {\frac {y}{z}}}\cdot {\frac {1}{3}}{\sqrt[{3}]{\frac {z}{x}}}\cdot {\frac {1}{3}}{\sqrt[{3}]{\frac {z}{x}}}\cdot {\frac {1}{3}}{\sqrt[{3}]{\frac {z}{x}}}}}\\&=6\cdot {\sqrt[{6}]{{\frac {1}{2\cdot 2\cdot 3\cdot 3\cdot 3}}{\frac {x}{y}}{\frac {y}{z}}{\frac {z}{x}}}}\\&=2^{2/3}\cdot 3^{1/2}.\end{aligned}}}
Inoltre, si sa che i due membri sono esattamente uguali quando tutti i termini della media sono uguali:
{\displaystyle f(x,y,z)=2^{2/3}\cdot 3^{1/2}\quad {\mbox{quando}}\quad {\frac {x}{y}}={\frac {1}{2}}{\sqrt {\frac {y}{z}}}={\frac {1}{3}}{\sqrt[{3}]{\frac {z}{x}}}.}
Tutti i punti {\displaystyle (x,y,z)} soddisfacenti questa condizione giacciono su una semiretta che parte dall'origine e sono dati da
{\displaystyle (x,y,z)={\biggr (}t,{\sqrt[{3}]{2}}{\sqrt {3}}\,t,{\frac {3{\sqrt {3}}}{2}}\,t{\biggr )}\quad {\mbox{con}}\quad t>0.}

## Applicazioni pratiche
Un'importante applicazione pratica nella matematica finanziaria è il calcolo del tasso di rendimento: il ritorno annuo, calcolato attraverso la media geometrica, è minore del ritorno annuo medio, ricavato da una media aritmetica (o uguali se tutti i profitti sono uguali). Questo è importante nell'analisi degli investimenti, poiché il ritorno medio sopravvaluta l'effetto cumulativo.

## Dimostrazioni della disuguaglianza MA-MG

### Dimostrazione usando la disuguaglianza di Jensen
La disuguaglianza di Jensen afferma che il valore di una media aritmetica calcolata in una funzione concava è maggiore o uguale della media aritmetica dei valori della funzione. Poiché la funzione logaritmo è concava, si ottiene
{\displaystyle \log \left({\frac {\sum x_{i}}{n}}\right)\geq \sum (1/n)\log x_{i}=\sum \left(\log x_{i}^{1/n}\right)=\log \left(\prod x_{i}^{1/n}\right).}
Prendendo l'esponenziale di entrambi i membri, si ha la disuguaglianza MA-MG.

### Dimostrazioni per induzione
Si deve mostrare che
{\displaystyle {\frac {x_{1}+x_{2}+\cdots +x_{n}}{n}}\geq {\sqrt[{n}]{x_{1}x_{2}\cdots x_{n}}}}
con l'uguaglianza se e solo se tutti i numeri sono uguali. Se {\displaystyle x_{i}\neq x_{j}}, allora sostituendo sia {\displaystyle x_{i}} sia {\displaystyle x_{j}} con
{\displaystyle (x_{i}+x_{j})/2} lascerà la media aritmetica inalterata, ma incrementerà la media geometrica sulla destra perché
{\displaystyle {\Bigl (}{\frac {x_{i}+x_{j}}{2}}{\Bigr )}^{2}-x_{i}x_{j}={\Bigl (}{\frac {x_{i}-x_{j}}{2}}{\Bigr )}^{2}>0.}
Così il membro destro sarà il più grande quando tutti gli {\displaystyle x_{i}} sono uguali alla media aritmetica
{\displaystyle \alpha ={\frac {x_{1}+x_{2}+\cdots +x_{n}}{n}},}
e siccome questo è il maggior valore del membro destro, si ha
{\displaystyle {\frac {x_{1}+x_{2}+\cdots +x_{n}}{n}}=\alpha ={\sqrt[{n}]{\alpha \alpha \cdots \alpha }}\geq {\sqrt[{n}]{x_{1}x_{2}\cdots x_{n}}}.}
Questa è una dimostrazione valida per il caso {\displaystyle n=2}, ma la procedura di prendere iterativamente medie di coppie di numeri può fallire nel produrre valori uguali nel caso {\displaystyle n\geq 3}. Un esempio di questo caso è {\displaystyle x_{1}=x_{2}\neq x_{3}}: Prendendo la media di due numeri differenti se ne ottengono due uguali, ma il terzo è ancora diverso. Perciò, non si avrà mai una disuguaglianza sulla media geometrica di tre numeri uguali.
Quindi, un trucco in più o un diverso ragionamento è necessario per trasformare l'idea precedente in una valida dimostrazione per {\displaystyle n\geq 3}.

#### Dimostrazione per induzione #1
Con la media aritmetica
{\displaystyle \alpha ={\frac {\ x_{1}+\cdots +x_{n}}{n}}}
di numeri reali non negativi {\displaystyle x_{1},...,x_{n}}, la disuguaglianza è equivalente a
{\displaystyle \alpha ^{n}\geq x_{1}x_{2}\cdots x_{n}}
con l'uguaglianza se e solo se {\displaystyle \alpha =x_{i}} per ogni {\displaystyle i\in {1,...,n}}.
Per la seguente dimostrazione si applica il principio d'induzione e solo ben conosciute regole di aritmetica.
Base induttiva:  Per {\displaystyle n=1} l'enunciato è vero con l'uguaglianza.
Ipotesi induttiva: Si supponga che la disuguaglianza valga per ogni scelta di {\displaystyle n} numeri reali non negativi.
Passo induttivo: Si consideri {\displaystyle n+1} numeri reali non negativi {\displaystyle x_{1},...,x_{n+1}}. La loro media aritmetica {\displaystyle \alpha } soddisfa
{\displaystyle (n+1)\alpha =\ x_{1}+\cdots +x_{n}+x_{n+1}.}
Se tutti i {\displaystyle x_{i}} sono uguali ad {\displaystyle \alpha }, allora si ha l'uguaglianza e si è concluso. Nel caso in cui qualcuno non è uguale a {\displaystyle \alpha }, deve esistere un numero della lista che è più grande della media {\displaystyle \alpha } e un altro che è più piccolo. Senza perdita di generalità, si possono riordinare i {\displaystyle x_{i}} in modo da collocare questi due particolari elementi alla fine: {\displaystyle x_{n}>\alpha } e {\displaystyle x_{n+1}<\alpha }. Allora
{\displaystyle (x_{n}-\alpha )>0\qquad \alpha -x_{n+1}>0}
{\displaystyle \implies (x_{n}-\alpha )(\alpha -x_{n+1})>0\,.\qquad (1)}
Ora si definisce {\displaystyle y} come
{\displaystyle y:=x_{n}+x_{n+1}-\alpha \geq x_{n}-\alpha >0\,,}
e si consideri i {\displaystyle n} numeri {\displaystyle x_{1},...,x_{n-1},y} che sono tutti non negativi. Poiché
{\displaystyle (n+1)\alpha =x_{1}+\cdots +x_{n-1}+x_{n}+x_{n+1}}
{\displaystyle n\alpha =x_{1}+\cdots +x_{n-1}+\underbrace {x_{n}+x_{n+1}-\alpha } _{=\,y},}
Perciò, {\displaystyle \alpha } è anche la media aritmetica degli {\displaystyle n} numeri {\displaystyle x_{1},...,x_{n-1},y} e l'ipotesi induttiva implica
{\displaystyle \alpha ^{n+1}=\alpha ^{n}\cdot \alpha \geq x_{1}x_{2}\cdots x_{n-1}y\cdot \alpha .\qquad (2)}
Grazie a {\displaystyle (1)} si sa che
{\displaystyle (\underbrace {x_{n}+x_{n+1}-\alpha } _{=\,y})\alpha -x_{n}x_{n+1}=(x_{n}-\alpha )(\alpha -x_{n+1})>0,}
quindi
{\displaystyle y\alpha >x_{n}x_{n+1}\,,\qquad (3)}
in particulare {\displaystyle \alpha >0}. Dunque, se almeno uno dei numeri {\displaystyle x_{1},...,x_{n-1}} è zero, allora si aveva già la disuguaglianza stretta in {\displaystyle (2)}. D'altra parte il membro destro della {\displaystyle (2)} è positivo e si ottiene la disuguaglianza stretta usando la stima {\displaystyle (3)} per avere un limite inferiore della parte destra della {\displaystyle (2)}. Quindi, in entrambi i casi si può sostituire {\displaystyle (3)} in {\displaystyle (2)} per ottenere
{\displaystyle \alpha ^{n+1}>x_{1}x_{2}\cdots x_{n-1}x_{n}x_{n+1}\,}
che completa la dimostrazione.

#### Dimostrazione per induzione #2
Prima di tutto si dimostra che per i numeri reali {\displaystyle x_{1}<1} e {\displaystyle x_{2}>1} vale
{\displaystyle x_{1}+x_{2}>x_{1}x_{2}+1.}
Infatti, moltiplicando entrambi i membri di {\displaystyle x_{2}>1} per {\displaystyle 1-x_{1}}, si ottiene
{\displaystyle x_{2}-x_{1}x_{2}>1-x_{1},}
dalla quale si ricava immediatamente la disuguaglianza richiesta.
Ora, ora si andrà a dimostrare che per i numeri reali {\displaystyle x_{1},...,x_{n}} tali che
{\displaystyle x_{1}\cdots x_{n}=1}, vale
{\displaystyle x_{1}+\cdots +x_{n}\geq n.}
L'uguaglianza vale se {\displaystyle x_{1}=\cdots =x_{n}}.
Base induttiva:  Per {\displaystyle n=2} l'enunciato è vero per la proprietà precedente.
Ipotesi induttiva: Si supponga che è vero per ogni numero naturale fino a {\displaystyle n-1}.
Passo induttivo: Si consideri {\displaystyle n} numeri reali positivi {\displaystyle x_{1},...,x_{n}} che soddisfano {\displaystyle x_{1}\cdots x_{n}=1}. Esisterà almeno un {\displaystyle x_{k}<1}, quindi ci deve essere almeno un {\displaystyle x_{j}>1}. Senza perdita di generalità, si pone {\displaystyle k=n-1} e {\displaystyle j=n}.
Inoltre, la condizione {\displaystyle x_{1}\cdots x_{n}=1} si scrive nella forma {\displaystyle (x_{1}\cdots x_{n-2})(x_{n-1}x_{n})=1}. Qui l'ipotesi induttiva implica
{\displaystyle (x_{1}+\cdots +x_{n-2})+(x_{n-1}x_{n})>n-1.}
Tuttavia, tenendo conto della base induttiva, si ha
{\displaystyle x_{1}+\cdots +x_{n-2}+x_{n-1}+x_{n}=(x_{1}+\cdots +x_{n-2})+(x_{n-1}+x_{n})>(x_{1}+\cdots +x_{n-2})+x_{n-1}x_{n}+1>n,}
che completa la dimostrazione.
Dati i numeri positivi reali {\displaystyle a_{1},...,a_{n}}, si definiscono {\displaystyle x_{1},...,x_{n}} come
{\displaystyle x_{1}={\frac {a_{1}}{\sqrt[{n}]{a_{1}\cdots a_{n}}}},...,x_{n}={\frac {a_{n}}{\sqrt[{n}]{a_{1}\cdots a_{n}}}}.}
I numeri {\displaystyle x_{1},...,x_{n}} soddisfano la condizione {\displaystyle x_{1}\cdots x_{n}=1}. Così si ottiene
{\displaystyle {\frac {a_{1}}{\sqrt[{n}]{a_{1}\cdots a_{n}}}}+\cdots +{\frac {a_{n}}{\sqrt[{n}]{a_{1}\cdots a_{n}}}}\geq n,}
da cui si ricava
{\displaystyle {\frac {a_{1}+\cdots +a_{n}}{n}}\geq {\sqrt[{n}]{a_{1}\cdots a_{n}}},}
con l'uguaglianza che vale se e solo se {\displaystyle a_{1}=\cdots =a_{n}}.

#### Dimostrazione per induzione utilizzando il calcolo infinitesimale
La seguente dimostrazione utilizza il principio di induzione e basi di calcolo differenziale.
Base induttiva: Per {\displaystyle n=1} l'enunciato è vero con l'uguale.
Ipotesi induttiva: Si supponga che la disuguaglianza MA-MG vale per ogni scelta di {\displaystyle n}numeri reali non negativi.
Passo induttivo: Per dimostrare l'enunciato per {\displaystyle n+1} numeri non negativi {\displaystyle x_{1},...,x_{n},x_{n+1}}, si ha bisogno di verificare che
{\displaystyle {\frac {x_{1}+\cdots +x_{n}+x_{n+1}}{n+1}}-({x_{1}\cdots x_{n}x_{n+1}})^{\frac {1}{n+1}}\geq 0}
con l'uguaglianza se e solo se i {\displaystyle n+1} numeri sono uguali.
Se tutti i numeri sono zero, l'enunciato vale con l'uguale. Se almeno un numero è non zero, si ha la disuguaglianza stretta. Pertanto, si può assumere  che tutti i {\displaystyle n+1} numeri sono positivi.
Si consideri l'ultimo numero {\displaystyle x_{n+1}} come una variabile e si definisca la funzione
{\displaystyle f(t)={\frac {x_{1}+\cdots +x_{n}+t}{n+1}}-({x_{1}\cdots x_{n}t})^{\frac {1}{n+1}},\qquad t>0.}
Provare il passo induttiva corrisponde a mostrare che {\displaystyle f(t)\geq 0} per ogni {\displaystyle t>0}, e che {\displaystyle f(t)=0} solo se {\displaystyle x_{1},...,x_{n},t} sono uguali. Questo può essere fatto analizzando i punti critici di {\displaystyle f} usando calcolo differenziale basilare.
La derivata prima si {\displaystyle f} è data da
{\displaystyle f'(t)={\frac {1}{n+1}}-{\frac {1}{n+1}}({x_{1}\cdots x_{n}})^{\frac {1}{n+1}}t^{-{\frac {n}{n+1}}},\qquad t>0.}
Un punto critico {\displaystyle t_{0}>0} deve soddisfare {\displaystyle f'(t_{0})=0}, che significa
{\displaystyle ({x_{1}\cdots x_{n}})^{\frac {1}{n+1}}t_{0}^{-{\frac {n}{n+1}}}=1.}
Dopo pochi calcoli si ha
{\displaystyle t_{0}^{\frac {n}{n+1}}=({x_{1}\cdots x_{n}})^{\frac {1}{n+1}},}
e infine
{\displaystyle t_{0}=({x_{1}\cdots x_{n}})^{\frac {1}{n}},}
che è la media geometrica di {\displaystyle x_{1},...,x_{n}}. Questo è l'unico punto critico di {\displaystyle f}. Poiché {\displaystyle f''(t)>0} per ogni {\displaystyle t>0}, la funzione è strettamente convessa e ha un massimo globale stretto in {\displaystyle t_{0}}. Successivamente si calcola il valore della funzione nel punto di massimo:
{\displaystyle {\begin{aligned}f(t_{0})&={\frac {x_{1}+\cdots +x_{n}+({x_{1}\cdots x_{n}})^{1/n}}{n+1}}-({x_{1}\cdots x_{n}})^{\frac {1}{n+1}}({x_{1}\cdots x_{n}})^{\frac {1}{n(n+1)}}\\&={\frac {x_{1}+\cdots +x_{n}}{n+1}}+{\frac {1}{n+1}}({x_{1}\cdots x_{n}})^{\frac {1}{n}}-({x_{1}\cdots x_{n}})^{\frac {1}{n}}\\&={\frac {x_{1}+\cdots +x_{n}}{n+1}}-{\frac {n}{n+1}}({x_{1}\cdots x_{n}})^{\frac {1}{n}}\\&={\frac {n}{n+1}}{\Bigl (}{\frac {x_{1}+\cdots +x_{n}}{n}}-({x_{1}\cdots x_{n}})^{\frac {1}{n}}{\Bigr )}\geq 0,\end{aligned}}}
dove la disuguaglianza finale vale per l'ipotesi induttiva. L'ipotesi afferma anche che si può avere l'uguaglianza se e solo se {\displaystyle x_{1},...,x_{n}} sono tutti uguali. In questo caso, la loro media geometrica {\displaystyle t_{0}} ha lo stesso valore e quindi, a meno che {\displaystyle x_{1},...,x_{n},x_{n+1}} siano tutti uguali, si ha {\displaystyle f(x_{n+1})>0}, che completa la dimostrazione.
Questa tecnica può essere usata nella solita maniera per la disuguaglianza MA-MG generalizzata e la disuguaglianza di Cauchy-Schwarz nello spazio euclideo {\displaystyle \mathbb {R} ^{n}}.

### Dimostrazione di Cauchy
La seguente dimostrazione per casi si basa direttamente su ben note regole di aritmetica ma impiega la tecnica dell'induzione "in avanti e a ritroso", usata molto raramente. La tecnica è essenzialmente di Augustin-Louis Cauchy e può essere trovata nel suo Cours d'analyse. In questa variante del principio di induzione, una volta dimostrata vera la proprietà {\displaystyle P(n)} per {\displaystyle n_{0}}, il passo induttivo consiste nel dimostrare che 
- {\displaystyle P(n)} è vera per {\displaystyle n=2^{k}\geq n_{0}} con {\displaystyle k\in \mathbb {N} }
- {\displaystyle P(2^{k})\Rightarrow P(n)} con {\displaystyle n<2^{k}}

Perciò la tecnica si basa sul dimostrare prima che la proposizione è vera nel caso facile di una potenza di due ("in avanti"), e poi che è vero per ogni suo numero minore ("a ritroso"). L'idea intuitiva è quindi che, siccome le potenze di due diventano "arbitrariamente grandi" e per ogni loro intero minore vale l'enunciato, allora la dimostrazione riesce a "raggiungere" ogni numero naturale.
 Il caso in cui sono tutti uguali 
Se tutti i termini sono:
{\displaystyle x_{1}=x_{2}=\cdots =x_{n},}
allora la loro somma è {\displaystyle nx_{1}}, perciò la loro media aritmetica è {\displaystyle x_{1}}; e il loro prodotto è {\displaystyle x_{1}^{n}}, perciò la loro media geometrica è {\displaystyle x_{1}}. Pertanto, la media geometrica e aritmetica sono uguali, come desiderato.
 Il caso in cui non sono tutti uguali 
Rimane da mostrare che se non tutti i termini sono uguali, allora la media aritmetica è maggiore della media geometrica. Chiaramente, questo è possibile solo quando {\displaystyle n>1}.
Si passa ora a dimostrare il passo base e poi le due parti del passo induttivo.
 Il passo base: n = 2 
Se {\displaystyle n=2}, allora si hanno due termini, {\displaystyle x_{1}} e {\displaystyle x_{2}}, e poiché (per ipotesi) non tutti i termini sono uguali, si ha:
{\displaystyle {\begin{aligned}&{\Bigl (}{\frac {x_{1}+x_{2}}{2}}{\Bigr )}^{2}-x_{1}x_{2}={\frac {1}{4}}(x_{1}^{2}+2x_{1}x_{2}+x_{2}^{2})-x_{1}x_{2}\\&={\frac {1}{4}}(x_{1}^{2}-2x_{1}x_{2}+x_{2}^{2})\\&={\Bigl (}{\frac {x_{1}-x_{2}}{2}}{\Bigr )}^{2}>0,\end{aligned}}}
quindi
{\displaystyle {\frac {x_{1}+x_{2}}{2}}>{\sqrt {x_{1}x_{2}}}}
come desiderato.
 Il sottocaso n = 2k 
Si consideri il caso dove {\displaystyle n=2^{k}}, dove {\displaystyle k} è un intero positivo. Si procede per induzione matematica.
Nel passo base, {\displaystyle k=1}, così {\displaystyle n=2}. La disuguaglianza vale per {\displaystyle n=2} come dimostrato precedentemente.
Ora si suppone che per un dato {\displaystyle k>1} la disuguaglianza valga per {\displaystyle n=2^{k-1}} e si vuole dimostrare che anche {\displaystyle 2^{k}} la soddisfa. Per farlo, si applica due volte la disuguaglianza per {\displaystyle 2^{n-1}} numeri e una volta il caso {\displaystyle n=2} per ottenere
{\displaystyle {\begin{aligned}{\frac {x_{1}+x_{2}+\cdots +x_{2^{k}}}{2^{k}}}&{}={\frac {{\frac {x_{1}+x_{2}+\cdots +x_{2^{k-1}}}{2^{k-1}}}+{\frac {x_{2^{k-1}+1}+x_{2^{k-1}+2}+\cdots +x_{2^{k}}}{2^{k-1}}}}{2}}\\[7pt]&\geq {\frac {{\sqrt[{2^{k-1}}]{x_{1}x_{2}\cdots x_{2^{k-1}}}}+{\sqrt[{2^{k-1}}]{x_{2^{k-1}+1}x_{2^{k-1}+2}\cdots x_{2^{k}}}}}{2}}\\[7pt]&\geq {\sqrt {{\sqrt[{2^{k-1}}]{x_{1}x_{2}\cdots x_{2^{k-1}}}}{\sqrt[{2^{k-1}}]{x_{2^{k-1}+1}x_{2^{k-1}+2}\cdots x_{2^{k}}}}}}\\[7pt]&={\sqrt[{2^{k}}]{x_{1}x_{2}\cdots x_{2^{k}}}}\end{aligned}}}
dove nella prima disuguaglianza, i due membri sono uguali solo se
{\displaystyle x_{1}=x_{2}=\cdots =x_{2^{k-1}}}
e
{\displaystyle x_{2^{k-1}+1}=x_{2^{k-1}+2}=\cdots =x_{2^{k}}}
(in cui la media aritmetica e geometrica della prima sono entrambe uguali a {\displaystyle x_{1}}, e similmente per la seconda); e nella seconda disuguaglianza, i due membri sono uguali solo se sono uguali le medie geometriche. Poiché non tutti i {\displaystyle 2^{k}} numeri sono uguali, è impossibile che entrambe siano uguaglianze, così si ricava che:
{\displaystyle {\frac {x_{1}+x_{2}+\cdots +x_{2^{k}}}{2^{k}}}>{\sqrt[{2^{k}}]{x_{1}x_{2}\cdots x_{2^{k}}}}}
come desiderato.
Il sottocaso n < 2k
Se {\displaystyle n} non è una potenza intera di 2, allora è certamente minore di una qualche potenza di due, poiché la successione {\displaystyle 2,4,8,...,2^{k},...} è superiormente illimitata. Dunque, senza perdita di generalità, sia {\displaystyle m} una qualche potenza di due che è maggiore di {\displaystyle n}.
Quindi, dati gli {\displaystyle n} termini, si indica con {\displaystyle \alpha } la loro media aritmetica e si espande la lista in modo da avere {\displaystyle m} numeri:
{\displaystyle x_{n+1}=x_{n+2}=\cdots =x_{m}=\alpha .}
Si ha dunque:
{\displaystyle {\begin{aligned}\alpha &={\frac {x_{1}+x_{2}+\cdots +x_{n}}{n}}\\[6pt]&={\frac {{\frac {m}{n}}\left(x_{1}+x_{2}+\cdots +x_{n}\right)}{m}}\\[6pt]&={\frac {x_{1}+x_{2}+\cdots +x_{n}+{\frac {m-n}{n}}\left(x_{1}+x_{2}+\cdots +x_{n}\right)}{m}}\\[6pt]&={\frac {x_{1}+x_{2}+\cdots +x_{n}+\left(m-n\right)\alpha }{m}}\\[6pt]&={\frac {x_{1}+x_{2}+\cdots +x_{n}+x_{n+1}+\cdots +x_{m}}{m}}\\[6pt]&>{\sqrt[{m}]{x_{1}x_{2}\cdots x_{n}x_{n+1}\cdots x_{m}}}\\[6pt]&={\sqrt[{m}]{x_{1}x_{2}\cdots x_{n}\alpha ^{m-n}}}\,,\end{aligned}}}
da cui
{\displaystyle \alpha ^{m}>x_{1}x_{2}\cdots x_{n}\alpha ^{m-n}}
cioè
{\displaystyle \alpha >{\sqrt[{n}]{x_{1}x_{2}\cdots x_{n}}}}
come desiderato.

### Dimostrazione di Pólya utilizzando la funzione esponenziale
George Pólya fornì una dimostrazione simile a quella seguente. Sia {\displaystyle f(x)=e^{x-1}-x}, con derivata prima {\displaystyle f'(x)=e^{x-1}-1} e derivata seconda {\displaystyle f''(x)=e^{x-1}}. Si osserva che {\displaystyle f(1)=0}, {\displaystyle f'(1)=0} e {\displaystyle f''(x)>0} per ogni {\displaystyle x}, perciò {\displaystyle f} è strettamente convessa con minimo assoluto in {\displaystyle x=1}. Ne segue che {\displaystyle x\leq e^{x-1}} per ogni numero reale {\displaystyle x}con l'uguaglianza se e solo se {\displaystyle x=1}.
Si consideri la lista di numeri reali non negativi {\displaystyle x_{1},x_{2},...,x_{n}}. Se sono tutti zero, allora la disuguaglianza MA-MG vale con l'uguale. Quindi in seguito si considererà la loro media aritmetica {\displaystyle \alpha >0}. Dalla disuguaglianza precedente applicata {\displaystyle n} volte, si ottiene che
{\displaystyle {\begin{aligned}&{{\frac {x_{1}}{\alpha }}{\frac {x_{2}}{\alpha }}\cdots {\frac {x_{n}}{\alpha }}}\leq {e^{{\frac {x_{1}}{\alpha }}-1}e^{{\frac {x_{2}}{\alpha }}-1}\cdots e^{{\frac {x_{n}}{\alpha }}-1}}\\&=\exp {\Bigl (}{\frac {x_{1}}{\alpha }}-1+{\frac {x_{2}}{\alpha }}-1+\cdots +{\frac {x_{n}}{\alpha }}-1{\Bigr )},\qquad (1)\end{aligned}}}
con l'uguaglianza se e solo se ogni {\displaystyle x_{i}=\alpha }. L'argomento della funzione esponenziale può essere semplificato nella seguente maniera:
{\displaystyle {\frac {x_{1}}{\alpha }}-1+{\frac {x_{2}}{\alpha }}-1+\cdots +{\frac {x_{n}}{\alpha }}-1={\frac {x_{1}+x_{2}+\cdots +x_{n}}{\alpha }}-n=n-n=0.}
Ritornando alla {\displaystyle (1)},
{\displaystyle {\frac {x_{1}x_{2}\cdots x_{n}}{\alpha ^{n}}}\leq e^{0}=1,}
che produce {\displaystyle x_{1}x_{2}\cdots x_{n}\leq \alpha ^{n}}, e quindi l'enunciato
{\displaystyle {\sqrt[{n}]{x_{1}x_{2}\cdots x_{n}}}\leq \alpha .}

## Generalizzazioni

### Disuguaglianza MA-MG pesata
Esiste una disuguaglianza simile per la media aritmetica pesata e la media geometrica pesate. In modo specifico, siano 
{\displaystyle x_{1},x_{2},...,x_{n}} numeri reali non negativi e {\displaystyle w_{1},w_{2},...,w_{n}} i loro rispettivi pesi (non negativi). Si definisca inoltre {\displaystyle w=w_{1}+w_{2}+\cdots +w_{n}}. Se {\displaystyle w>0}, allora vale la disuguaglianza
{\displaystyle {\frac {w_{1}x_{1}+w_{2}x_{2}+\cdots +w_{n}x_{n}}{w}}\geq {\sqrt[{w}]{x_{1}^{w_{1}}x_{2}^{w_{2}}\cdots x_{n}^{w_{n}}}}}
e diventa una uguaglianza se e solo se tutti i {\displaystyle x_{k}} con i {\displaystyle w_{k}>0} sono uguali. Qui si usa la convenzione {\displaystyle 0^{0}=1}.
Se tutti i {\displaystyle w_{k}} sono uguali a {\displaystyle 1}, la disuguaglianza si riduce a alla MA-MG non pesata analizzata precedentemente.

### Dimostrazione usando la disuguaglianza di Jensen
Usando la disuguaglianza di Jensen per il logaritmo naturale, si può dimostrare la disuguaglianza fra la media aritmetica pesata e la media geometrica pesata affermata prima.
Poiché un {\displaystyle x_{k}} con peso {\displaystyle w_{k}=0} non ha nessuna influenza sulla disuguaglianza, si può assumere che tutti i pesi sono positivi. Se tutti i numeri {\displaystyle x_{k}} sono uguali, allora vale l'uguaglianza. Pertanto, rimane da provare la disuguaglianza stretta se non sono tutti uguali, che in seguito verrà assunto. Se almeno uno degli {\displaystyle x_{k}} è nullo (ma non tutti), allora la media geometrica è zero, mentre la media aritmetica pesata è positiva, perciò vale la disuguaglianza stretta e allora si può assumere anche tutti i {\displaystyle x_{k}} sono positivi.
Dal momento che il logaritmo è una funzione strettamente concava, la disuguaglianza di Jensen e le proprietà del logaritmo implicano
{\displaystyle \ln {\Bigl (}{\frac {w_{1}x_{1}+\cdots +w_{n}x_{n}}{w}}{\Bigr )}>{\frac {w_{1}}{w}}\ln x_{1}+\cdots +{\frac {w_{n}}{w}}\ln x_{n}=\ln {\sqrt[{w}]{x_{1}^{w_{1}}x_{2}^{w_{2}}\cdots x_{n}^{w_{n}}}}.}
Poiché il logaritmo è strettamente monotono,
{\displaystyle {\frac {w_{1}x_{1}+\cdots +w_{n}x_{n}}{w}}>{\sqrt[{w}]{x_{1}^{w_{1}}x_{2}^{w_{2}}\cdots x_{n}^{w_{n}}}}.}

### Altre generalizzazioni
Altre generalizzazioni della disuguaglianza fra media aritmetica e media geometrica sono:
- Disuguaglianza di raggruppamento,
- Disuguaglianza di MacLaurin,
- Media generalizzata.